# Очень страшное кино 5
«Очень страшное кино 5» (англ. Scary Movie 5, перевод: Страшное кино 5) — американская кинокомедия в жанре пародии на фильмы ужасов  поставленная режиссёром Малкольмом Д. Ли по сценарию Дэвида Цукера. Фильм пародирует популярные фильмы ужасов и является пятой в серии фильмов «Очень страшное кино».
Премьера состоялась 25 апреля 2013 года.
«Очень страшное кино 5» является единственным фильмом во франшизе, в котором персонажи Синди Кэмпбелл (Анна Фэрис) и Бренда Микс (Реджина Холл) отсутствуют.

## Сюжет
Чарли Шин и Линдси Лохан собираются вместе, чтобы сделать секс-видео с помощью более чем 20 камер на кровати Чарли. Они совершают довольно странные гимнастические движения, к ним присоединяются лошадь, клоуны, карлики и другие странные существа. Затем Чарли подбрасывает в воздух паранормальная сила и бьёт его о стены, полки и двери, пока он не приземляется на кровать. Линдси пугается, поэтому она решает вернуться домой. Но вдруг она взлетает в воздух и становится одержимой. Затем она убивает Чарли, бросив в него камеру. Закадровый голос объявляет, что тело Чарли было найдено в тот же день, но он не переставал веселиться ещё пять дней. Трое детей Чарли пропадают, а Линдси Лохан снова арестовали за убийство Чарли Шина. Поиски пропавших детей не увенчались успехом.
Трое детей Чарли числятся пропавшими без вести, и объявлено вознаграждение за их благополучное возвращение. Несколько месяцев спустя Snoop Dogg и Мак Миллер находятся в лесу округа Гумбольдт, где хотят найти и похитить незаконно выращиваемые растения конопли. После этого они собираются бежать и по пути укрываются в хижине в лесу. При входе они видят троих странных существ, оказавшихся детьми Чарли, затем обменивают их на вознаграждение. Дикие дети помещаются в изоляции в научно-исследовательском центре развития ребёнка в течение нескольких месяцев, для того чтобы они могли вернуться в семью. Когда брат Чарли, Дэн Сандерс и его жена Джоди приходят, чтобы забрать их, им объясняют, что они могут забрать их, и если они согласятся, им разрешат остаться в большом пригородном доме среднего класса, оснащенном камерами безопасности. Джоди вначале не хочет брать детей, но скоро приспосабливается следить за ними. Для того чтобы наладить контакт со своими новыми детьми, Джоди прослушивается в постановке балетного спектакля «Лебединое озеро», и вскоре ей достается главная роль Королевы Лебедя.
Между тем, продолжающиеся странные паранормальные явления в их новом доме заставляют новых владельцев задуматься о природе этих странных явлений. Они в конечном счёте узнают от детей, что нападения на их дом осуществляет демон «Мама», которая находится под проклятием и пытается получить их обратно, чтобы совершить жертвоприношение. Мария, испанская горничная, проживающая вместе с Джоди и Дэном, пугается и экспериментирует с различными ритуалами, чтобы отогнать злых духов от дома. Дэн расстроен потому, что достиг скромных результатов в своих испытаниях на приматах в исследовательском центре разведки, но по иронии судьбы, Дэн недостаточно умён, чтобы понять, что один из шимпанзе — Цезарь, в настоящее время на самом деле гораздо умнее его.
Джоди и Дэн, с помощью близкой подруги Джоди — Кендры, должны быстро найти способ снять проклятие и спасти свои семьи. По пути, они ищут психической помощи от Астрала, который оказывается полным мошенником, а извлекатель снов Доминик Кобб помогает им понять, что решение их проблем лежит в таинственной Книге Мёртвых. Тем не менее, Джоди и Кендра не видят то, что книга способна обратить пятерых друзей в одержимых и возродить их в нормальных людей. Они крушат хаос, когда любая из двух подруг прочитает два отрывка из книги, один из которых превращает людей в демонов и другой, который возрождает их в нормальных людей. Когда демон «Мама» хочет пожертвовать детей, сбросив их со скалы, Джоди не может снять проклятие с помощью книги, но ей всё же удаётся сбить злого демона в бассейн Snoop Dogg и Мака Миллера, где плавает живая акула, которая затем пожирает его.
Понимая, что любовь к приемным детям всё, в чём она нуждается в жизни, Джоди отдает свою роль в балете «Лебединое озеро» своей подруге Кендре, которая исполняет танец в стиле стриптизёрши. Затем следует эпизод с Цезарем, который говорит, что обезьяны скоро захватят эту планету.
В сцене после финальных титров Чарли Шин просыпается. Оказалось, что призрак, обезьяны и балет были всего лишь его сном, что Чарли был подключен к извлекателю снов Домиником Коббом. Последний сообщает, что Чарли проведет ночь с Линдси Лохан. За окном появляется свет фар, пробив стену, автомобиль сбивает Чарли Шина. Из машины выходит Линдси Лохан, кидает Доминику Коббу ключи и говорит: «Если что, это ты был за рулём».

## В ролях
| Актёр            | Роль          |
| ---------------- | ------------- |
| Эшли Тисдейл     | Джоди Сандерс |
| Саймон Рекс      | Дэн Сандерс   |
| Эрика Эш         | Кендра Брукс  |
| Молли Шэннон     | Хизер Дарси   |
| Хизер Локлир     | Барбара       |
| Жан-Поль Ману    | Пьер          |
| Терри Крюс       | Мартин        |
| Анна Скиданова   | Няня Шалунья  |
| Джерри О’Коннелл | Кристиан Грей |
| Бен Корниш       | Доминик Кобб  |
| Линдси Лохан     | Камео         |
| Майкл Бин        | Сорик         |
| Чарли Шин        | Камео         |
| Майк Тайсон      | Камео         |
| Кендра Уилкинсон | Камео         |
| Мак Миллер       | Камео         |
| Snoop Dogg       | Камео         |
| Терри Крюс       | Камео         |
| Крис Эллиотт     | Камео         |
| Шери Уайтфилд    | Камео         |
| Тайлер Пози      | Камео         |

## Пародии
Изначально планировалось спародировать исключительно фильмы ужасы и триллеры, такие как Паранормальное явление, Сайлент Хилл, У холмов есть глаза, Спуск, Змеиный полёт, Пункт назначения 3, Омен, Призрак Красной реки (2005), Хостел, Ночной рейс и Код да Винчи, однако от пародирования этих фильмов отказались из-за смены сценария и решили взять ужасы последних лет и пару фильмов в жанре фантастика, из планируемых фильмов взяли только Паранормальное явление, также отказались пародировать фильм Крик 4, так как он получил низкие рейтинги в прокате.

### Пародируемые фильмы
- Паранормальное явление, Паранормальное явление 2, Паранормальное явление 3, Паранормальное явление 4 — Сцена в начале; Cъемки комнат на камеру; Пародия на персонажей Домработницу Марию, Малыша Айдена, Двух девочек и пса Арти; Джоди утаскивают в подвал; Вечеринка у бассейна водоочистителей[3].
- Чёрный лебедь — События в балетной студии, куда устроилась работать Джоди[3].
- Мама — Сцена в заброшенной хижине в больнице и у обрыва; Пародия на призрак мамы и девочек Лили и Кетти; Образ Джоди при первом появлении[3].
- Восстание планеты обезьян — Работа Дэна с говорящими обезьянами[3].
- Начало — Сцена погружения в сон[3].
- Зловещие мертвецы: Чёрная книга — Молодёжь в хижине превращается в зловещих мертвецов после прочтения заклятия[3].
- Синистер — Девочка высовывается из коробки[3].
- Хижина в лесу — Дэн нажимает на кнопку экстренное открытие клеток в лаборатории[3]
- Пятьдесят оттенков серого — Во сне Джоди встречает Кристиана Грея[4].
- День, когда остановилась Земля — Заклинание Klaatu barada nikto из «Книги зла»[5].
- Астрал — Медиум использует противогаз на спиритическом сеансе[6].
- Стюарт Литтл — Джоди и Кендра едут и возвращаются из хижины на красном авто.[7].
- 127 часов — Афиша на здании балетной студии[8]
- Третий лишний — В удалённой сцене плюшевый медведь Тед появляется между ног Джоди[7].
- Титаник — В удалённой сцене между ног Джоди появляется Джек с фразой "Я король мира"
- Идиократия — Перед погружением в сон Дэна просят засунуть одну трубку в рот, а другую — в задний проход (сцена в трейлере)[9].
- Прислуга — Служанка приносит шоколадный торт с неприятной начинкой, чтобы отомстить за то, что её уволили.

## Производство
Фильм был анонсирован в 2009 году. В частности, был заявлен прежний актёрский состав с Анной Фэрис (Синди Кэмпбелл), Реджиной Холл (Бренда Микс), Кевином Хартом (Си-Джей), Энтони Андерсоном (Махалик), Крейгом Бирко, который должен был сыграть Дэна Сандерса, а также Лесли Нильсеном, который в третий раз должен был сыграть роль Президента Харриса. Было заявлено, что режиссёром фильма выступит Дэвид Цукер.
В конце 2010 года производство фильма было прервано в связи со смертью Лесли Нильсена. Стало очевидно, что продолжать съёмки по сценарию с участием Нильсена не имеет смысла. Дэвид Цукер, не видя без него продолжения серии, ушёл из проекта, однако, после долгих переговоров, всё же вернулся в качестве нового сценариста. Новым режиссёром фильма выступил Малкольм Д. Ли, который ранее занимался постановкой фильма «Блюзмены» (2008) для той же студии. Первоначально фильм планировалось выпустить 20 апреля 2012 года, но премьера была перенесена на 12 апреля 2013 года. Прежде чем Цукер появился в проекте в качестве сценариста, первоначальную версию сценария написали Стивен Лефф, Джон Эбауд и Майкл Колтон. Цукер переписал его сначала вместе с Ли, а затем со своим давним коллегой Пэтом Профтом.

### Подбор актёров
Анна Фэрис подтвердила, что не вернётся к пятому фильму, так как во время новых съёмок она была беременна. Остальные актёры — Реджина Холл, Кевин Харт, Энтони Андерсон также, отказались. Крейг Бирко был заменён на Саймона Рекса, который сыграл Джорджа в 3-й и 4-й частях. Другие актёры из предыдущих частей серии — Чарли Шин, Крис Эллиотт и Молли Шенно всё же появились в фильме, однако играют не тех персонажей, которых играли ранее.
Главная роль (Джоди Сандерс) была отдана Эшли Тисдейл, её участие было подтверждено ещё в июне 2012 года в средствах массовой информации. Специально для своей роли в этом фильме она брала уроки балета.
В августе 2012 года было подтверждено, что к актёрскому составу присоединились Линдси Лохан и Чарли Шин, а 14 августа 2012 года присоединился и Терри Крюс.

### Съёмки
Съёмки фильма начались в сентябре 2012 года.
Первый рекламный кадр фильма, показывающий Лохан и Шин в самой первой сцене фильма, был выпущен в средствах массовой информации 20 сентября 2012 года.

## Сборы
Пятая часть стала самой провальной по сборам. В мировом прокате фильм собрал лишь 78 миллионов долларов, тогда как первая часть собрала 279 миллионов, вторая — 147 миллионов, третья — 221 миллион, четвёртая — 179 миллионов. Хотя и бюджет пятой части в 2,5 раза меньше предыдущих 3-х частей — приблизительно $50 000 000 против $20 000 000 у пятой. Однако у первой части бюджет был почти такой же, как у пятой — $19 000 000.

## Оценки и критика
Фильм не был представлен к предварительному показу для кинокритиков.
Фильм получил лишь 4 % положительных откликов из 51 критического обзора на сайте Rotten Tomatoes и 11 % на основе 16 обзоров на сайте Metacritic.

## Скандал
Линдси Лохан намеревалась подать в суд на создателей фильма из-за того, что они не согласовали с ней сцену, в которой она кричит, увидев по телевизору репортаж о нарушении ею условий досрочного освобождения, хотя первоначально задумывался не репортаж, а один из фильмов с участием актрисы.